# Priodesmus papillosus
Priodesmus papillosus är en mångfotingart som beskrevs av Carl Graf Attems 1931. Priodesmus papillosus ingår i släktet Priodesmus och familjen Chelodesmidae. Inga underarter finns listade i Catalogue of Life.